# Wete
Wete is een stad in Tanzania en is de hoofdplaats van de regio Noord-Pemba op het eiland Pemba.

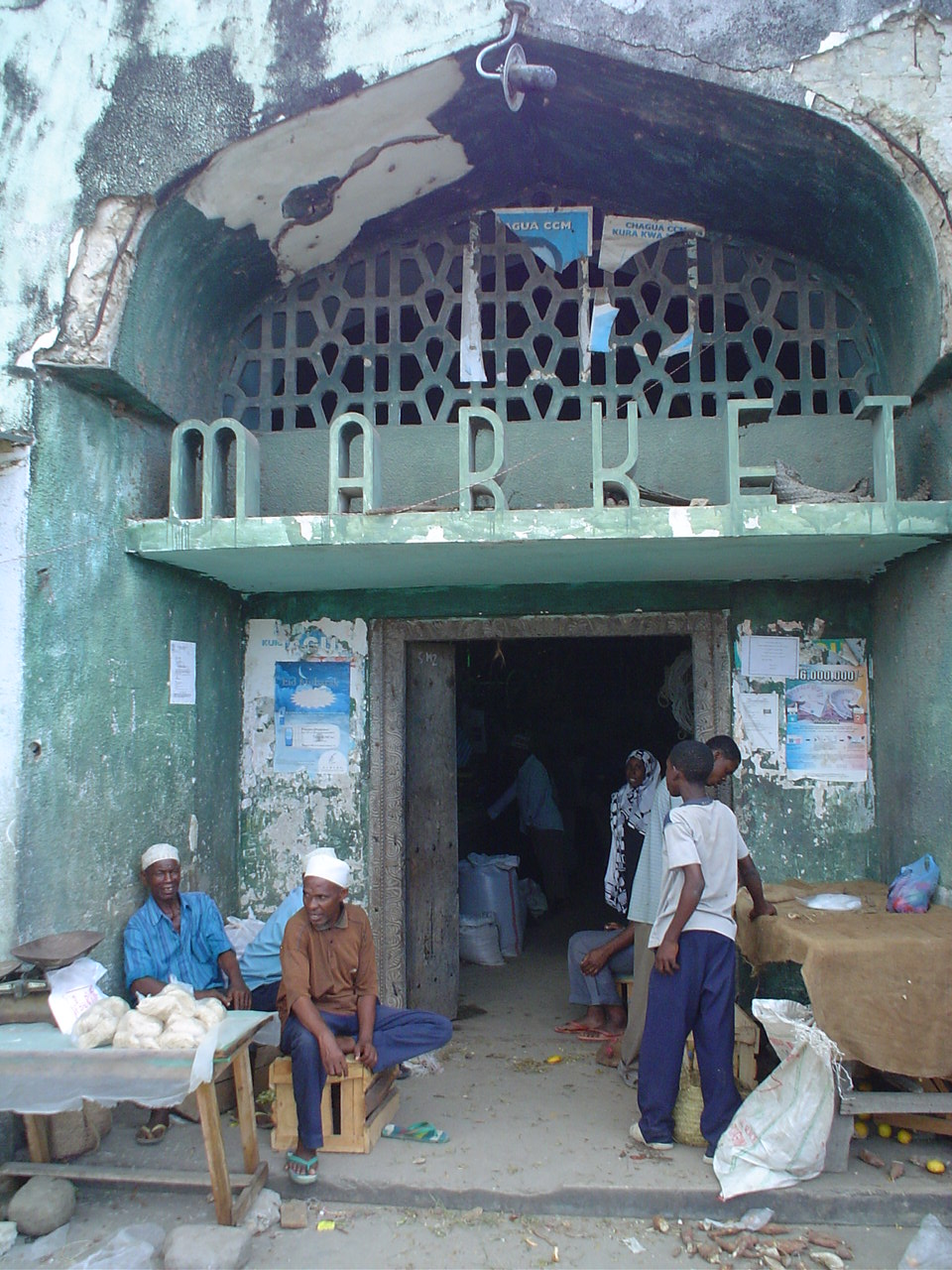
Markthal in Wete

In 2002 telde Wete 24.983 inwoners.